# Apostolisch vicariaat Caroní
Het apostolisch vicariaat Caroní (Latijn: Vicariatus Apostolicus Caronensis) is een rooms-katholiek apostolisch vicariaat met als zetel Santa Elena de Uairén, in Venezuela. Het apostolisch vicariaat is vrijgesteld en valt als immediatum direct onder de Heilige Stoel, zonder te behoren tot een kerkprovincie.

## Geschiedenis
Het apostolisch vicariaat werd opgericht op 4 maart 1922, uit delen van het bisdom Guayana. 

## Parochies
Het apostolisch vicariaat had in 2020 een oppervlakte van 80.000 km2 en telde 91.100 inwoners waarvan 63,3% rooms-katholiek was.

## Apostolisch vicarissen
- Benvenuto Diego Alonso y Nistal (23 december 1923 - 24 maart 1938)
- Constantino Gómez Villa (14 juli 1938 - 11 oktober 1967)
- Mariano Gutiérrez Salazar (11 maart 1968 - 23 oktober 1995)
- Santiago Pérez Sánchez (28 mei 1993 - 2 juli 1994)
- Jesús Alfonso Guerrero Contreras (6 december 1995 - 9 april 2011)
- Felipe González González (26 mei 2014 - 27 april 2021; apostolisch administrator: 27 april 2021 - 20 juli 2021)
- Gonzalo Alfredo Ontiveros Vivas (27 april 2021 - heden)